# Davidovići
Pour les articles homonymes, voir Davidovici (homonymie).
Davidovići (en cyrillique : Давидовићи) est un village de Bosnie-Herzégovine. Il est situé dans la municipalité de Dobretići, dans le canton de Bosnie centrale et dans la fédération de Bosnie-et-Herzégovine. Selon les premiers résultats du recensement bosnien de 2013, il compte 50 habitants.
Avant la guerre de Bosnie-Herzégovine, le village faisait partie de la municipalité de Skender Vakuf, aujourd'hui Kneževo en république serbe de Bosnie ; à la suite des accords de Dayton (1995), il a été rattaché à la municipalité de Dobretići nouvellement créée et intégrée à la fédération de Bosnie-et-Herzégovine.

## Démographie

### Évolution historique de la population
| 1948 | 1953 | 1961 | 1971 | 1981 | 1991 | 2013 |
| ---- | ---- | ---- | ---- | ---- | ---- | ---- |
| -    | -    | 163  | 172  | 140  | 185  | 50   |

|  |

### Répartition de la population par nationalités (1991)
En 1991, les 185 habitants du village étaient tous croates.

### Communauté locale
En 1991, la communauté locale de Davidovići comptait 1 124 habitants, répartis de la manière suivante :